# 克羅克島
克羅克島（英語：Krok Island）是南極洲的島嶼，位於肯普地，處於阿布拉普特島以南1海里和霍西森冰川以西11公里，長1.9公里，根據挪威探險隊拍攝的空中照片繪入地圖，現時由南極條約體系管理。